# Oscuros sueños de agosto
Oscuros sueños de agosto és una pel·lícula dramàtica espanyola de caràcter psicològic de 1967 dirigida per Miguel Picazo i amb música d'Antonio Pérez Olea, protagonitzada per l'actriu sueca Viveca Lindfors. Malgrat ser denostada per la crítica va rebre alguns premis.

## Sinopsi
Drama ombrívol al voltant de la neurosi d'una dona depressiva (Isabel) que torna de Caracas a Espanya per trobar-se amb la seva filla (Ana), qui pateix una crisi de parella amb Julio, i aprofitant l'estada de la seva mare a un sanatori hi té una relació amb un jove alcohòlic, Mario.

## Repartiment
- Viveca Lindfors - Isabel
- Sonia Bruno - Ana
- Paco Rabal - Julián
- Julián Mateos - Mario

## Premis
Medalles del Cercle d'Escriptors Cinematogràfics
| Any  | Categoria       | Pel·lícula    | Resultat   |
| ---- | --------------- | ------------- | ---------- |
| 1967 | Millor actriu   | Sonia Bruno   | Guanyadora |
| 1967 | Millor director | Miguel Picazo | Guanyador  |

Fotogramas de Plata al millor intèrpret de cinema espanyol (1968)Sonia Bruno